# ایشتوان اودواردی
ایشتوان اودواردی (مجاری: Udvardi István; ۲۷ فوریهٔ ۱۹۶۰ – ۶ فوریهٔ ۲۰۱۲) بازیکن واترپلو اهل مجارستان بود.